# Metrópolis (mangá)
Metrópolis é um mangá japonês criado pelo mangaká Osamu Tezuka, referência máxima dos quadrinhos japoneses e considerado por muitos como "pai dos mangás". Publicado em 1948, Metrópolis é uma tentativa do desenhista de criar uma sociedade futurista. A ausência de uma data específica no tempo da narrativa oferece um sentido universal à história em qualquer período do futuro. Embora haja um filme homônimo de 1927, Tezuka afirmou que nunca o assistiu desde o tempo que estava criando o seu mangá.
Ao contrário da maior parte das publicações que divididas em temporadas, Metrópolis foi lançado em uma única edição. Na obra, o futuro é apresentado pelo autor com um tom bem humorado e com um apelo mais voltado ao público infantil do que ao juvenil, como uma história para as crianças se inteirarem no mundo da ficção científica.
A narrativa tem estilo dinâmico e a composição de seus quadros e desenhos, hoje tão comum em qualquer mangá, foi um grande diferencial na época de seu lançamento. O escritor e desenhista não se preocupa em realizar cortes abruptos entre uma página e outra, dando uma nova agilidade à história. Os traços simples e eficientes são compostos por muitos quadros em ângulos diferentes do tradicional, e, além de produzir estranhamento no leitor, favorece a percepção quase cinematográfica do enredo.
O mangá pode ser dividido em duas partes: na primeira, Michi fica fugindo do Partido Vermelho; e a segunda, mais parecida com o filme homônimo de Fritz Lang, em que o robô lidera uma revolução de máquinas contra a sociedade humana.

## Enredo
Na trama, os seres humanos, forma de vida dominante atual da Terra, têm um trunfo especial - a inteligência - o que lhes permite avançar ainda mais do que todas as criaturas antes deles. Desta forma, após a introdução sobre a evolução das espécies, Dr. Bell questiona a possibilidade dos seres humanos poderem avançar a um ponto em que o retorno não seria possível, entrando em extinção toda a espécie.
No verão de 19XX, um boletim revela que uma prolongada investigação da Polícia das Nações Unidas descobre um complô de uma sociedade secreta assassina conhecida como "O Partido Vermelho", liderada pelo mestre do disfarce Duke Red, que se infiltra na Conferência Internacional de Cientistas, realizada em Metrópolis. Enquanto Duke Red ordena que sua lâmpada especial chamada "Acetylene" seguisse o Dr. Charles Lawton, todos os cientistas presentes no evento discutem que o Sol está agora coberto por pontos pretos que fazem com que seus níveis de radiação subam. Lawton volta seu laboratório desanimado, quase desistindo de sua experiência de trinta anos em células sintéticas (eucariotas compostas de material não-orgânico e projetado para imitar células orgânicas, para que um número suficiente deles formem órgãos protéticos e partes do corpo), quando ele percebeu que as manchas solares tinham irradiado seu tanque de proteínas sintéticas e as trouxeram à vida.
Encontrando o cientista, Duke Red ordena que Lawton crie um corpo humano inteiro de tecido sintético, com o rosto modelado como uma estátua de mármore e portando vários superpoderes. Temendo que a sua criação fosse usada para o mal, Lawton trouxe à vida um ser humano artificial, mas chega a destruir seu laboratório, fazendo com que Duke Red acreditasse que sua criação havia sido destruída. Na realidade, Lawton tinha resgatado o ser humano artificial que criou e o criou como seu próprio filho em segredo, graças à ajuda de Dr. Bell, um amigo do cientista.
Quando "Michi” (nome do humanoide) percebe que seu pai está inconsciente em casa, ele sai para jogar e impede que um caminhão que estava em alta velocidade atropele uma garota que vendia flores. O menino foi cercado por uma multidão impressionada quando outro menino, chamado Ken'ichi, arrastou-o para o museu Dam Dharma. Dentro do museu eles aprendem com o curador do lugar que a estátua chamada "O Anjo de Roma", é a estátua que possui o rosto mais bonito do mundo - sem saber que o próprio Dharma era um membro do Partido Vermelho que forneceu a estátua para Duke Red.
O Partido Vermelho pagou a Lawton uma visita em sua casa, e na ocasião ele foi mortalmente ferido. A cena foi observada pelo detetive "Moustachio", do Japão, que, infelizmente, não pôde prendê-los já que não tinha nenhum mandado de prisão. Lawton mostrou a Moustachio um filme contando toda a história da criação do Michi, bem como um diário detalhando todos os seus poderes. Chegando na casa de seus parentes japoneses-americanos, ele descobriu que seu sobrinho, Ken'ichi ("Ken" para os próximos), tinha trazido para casa um amigo do museu – o próprio Michi. Revelando a morte e o real status paterno de Lawton. Moustachio consultou o Superintendente Geral Notarlin do Departamento de Polícia de Metropolis. Notarlin apresenta ele ao inspetor Ganimarl da França e a Sherlock Holmes da Inglaterra. Moustachio foi com eles a um grande aviso atrás do Museu Dharma, onde eles foram atacados por ratos gigantes, e caíram em uma árvore falsa que levou Moustachio à sede subterrânea do Partido Vermelho.
Quando sua presença é descoberta, Moustachio tenta escapar, auxiliado por Fifi, um dos robôs escravos do Partido Vermelho, mas é capturado e Fifi é destruído. Duke Red, descrevendo-se como o "Napoleão da era eletrônica" (em referência ao "Napoleão do Crime"), revelando que o Partido Vermelho estava desenvolvendo uma arma química chamada Toron Gás, bem como também eram responsáveis pelas manchas solares feitas pelo homem, usando uma substância chamada "omothenium" (que intercepta a gravidade) para elevar a temperatura da Terra o suficiente para derreter a calota de gelo da Antártida a fim de construir sua nova sede no continente descongelado.
Michi entra como um novo aluno na escola secundária de Ken'ichi, assim como Emmy, a menina que vendia flores e que Michi havia salvado. Desconhecida para a classe, a educação de Emmy estava sendo bancada por um velho estranho em troca de atrair Michi para a sua irmã mais velha gangster.
Em casa, Ken'ichi descobriu acidentalmente o diário do Dr. Lawton em que se revela que Michi é um ser humano artificial com 10.000 cavalos de potência (7.500 kW), super-poderes - incluindo voar, brânquias em seus ouvidos para respirar debaixo de água, e com um botão capaz de mudar seu sexo na garganta, que Ken'ichi testou com sucesso em casa.
No Departamento de Polícia de Metrópolis, o Dr. Yorkshire de Bell tinha sido convocado por Notarlin para examinar os ratos gigantes (cientificamente chamado de "waltdisneus Mikimaus") e revelou que os animais e vegetais gigantes estavam crescendo em todo o mundo por causa das manchas solares. Holmes chegou a denunciar Duke Red, como responsável pelas manchas solares, bem como seu disfarce atual - o velho estranho ajudando Emmy.
Ganimarl acompanhou o homem até a casa de Emmy, onde ele estava sendo sustentado com o dinheiro de amigos de sua irmãgangster. Exposto, Duke Red deixou Ganimarl inconsciente e o deixou disfarçado para a polícia o encontrar, e ameaçou a irmã de Emmy para entregar Michi a ele.
De volta à sede do Partido Vermelho, Moustachio percebeu que o Gás Toron não tinha sido liberado porque os ratos gigantes tinham invadido a base subterrânea (cortesia de Moustachio deixar a entrada aberta sem querer). Disfarçando-se no interior da pele de um dos ratos, Moustachio encontrou a CPU da base e um robô escravo em curto-circuito. Reativando o robô, ele o programou para destruir imediatamente o CPU e depois destruir o abastecimento de alimentos e de água do Partido Vermelho, no momento certo. Em seguida, fingiu-se de morto para o capanga de Duke Red descartar o cadáver do rato.
Ken'ichi e Michi chegaram à escola para encontrar a polícia questionando Emmy sobre sua irmã pertencer ao Partido Vermelho. Os outros estudantes ao descobrirem a ligação criminosa da irmã de Emmy tentaram expulsá-la, mas Michi a salvou. Emmy retribuiu o favor de Michi contando que ela sabia a localização do pai de Michi (ainda cumprindo o plano de Duke Red), mas ela foi sequestrada por uma vespa gigante.
Michi salvou-a novamente e Emmy admitiu ter mentido para ele sobre seu pai. Ken'ichi insistiu que Emmy ficasse em sua casa para se proteger, mas sua irmã e seus amigos entraram e exigiram que Ken'ichi trouxesse Michi para eles. Ele ativou o interruptor de troca de sexo de Michi; os gangsters foram embora porque queriam Michi o menino, não Michi a menina. Após Ken'ichi contar a Emmy sobre a verdadeira natureza de Michi, eles descobriram que já Michi tinha fugido.
Moustachio chegou ao Departamento de Polícia para informar Notarlin e Ganimarl que Duke Red tinha se infiltrado na polícia para espioná-los como Sherlock Holmes. Duke Red prendeu Notarlin e Ganimarl, tendo recrutado mais de metade deles para o Partido Vermelhoo, e deixou Moustachio livre, dizendo para ele que Michi tinha escapado e que o Partido Vermelho teve que o perseguir. O Partido Vermelho usou sua sede móvel - o Atlantis, um navio de luxo de 200.000 toneladas - para segurar Notarlin e Ganimarl enquanto perseguia Michi, que estava no corpo de menina e havia sido recrutada na cabine.
Michi descobriu as verdadeiras identidades da tripulação e usou o rádio do navio para entrar em contato com a polícia, que enviou um avião de pesquisa com Ken'ichi a bordo para encontrá-lo. Michi foi capturado e admitiu o seu nome. Duke Red pressionou o interruptor de gênero para transformá-lo de volta em homem. Quando Michi confundiu ser Duke Red seu pai, Duke Red revelou para ele a natureza artificial e propósito criminoso de Michi. Como resultado, a mente de Michi deu um estalou e ele atacou o Partido Vermelho, e os capangas descobriram que ele também era à prova de balas. Confrontando robôs escravos do Partido Vermelho, Michi convenceu-os a destruir o abastecimento de alimentos e água e afundar o navio. O Partido Vermelho tentou abandonar o navio, mas eles foram presos por Notarlin e Ganimarl, que escaparam de suas celas na confusão, e depois foram jogados ao mar pelos robôs.
Notarlin e Ganimarl, tendo fugido até o mastro, observaram como os robôs condenaram Duke Red para serem incinerados na caldeira do navio, em seguida, foram resgatados pelo avião de busca do Ken'ichi. O partido foi então abatido por Michi e testemunhou sua declaração de guerra contra a raça humana, marchando em direção Metrópolis ao longo do fundo do oceano. Impossibilitado de contatar Moustachio por causa das manchas solares que interferiam nas transmissões de rádio, eles andaram em direção a longo Bota Island, onde um membro sobrevivente do Partido Vermelho disse para eles que o emissor de radiação "omothenium" tinha sim criado as manchas solares, mas também havia ampliado toda a flora e fauna.
Recebendo um alerta do exército de robôs, Moustachio fez a polícia declarar a "lei marcial" e remover a população para abrigos subterrâneos. Dr. Bell avisou Moustachio que um gás venenoso, que destruiu os cérebros humanos para reduzi-los aos animais estava sendo liberado; Moustachio reconheceu que se tratava do gás Toron, Michi e os robôs destruíram os cilindros de gás subterrâneos do Partido Vermelho, e entre as primeiras vítimas estavam saqueadores, assim como também a irmã de Emmy.
Michi derrubou arranha-céus Metropolis com a mão enquanto os robôs escravos pegavam as pessoas no chão. Enquanto os robôs comuns foram facilmente resolvidos, Ken'ichi tentou argumentar com Michi, e em seguida o desafiou (com sucesso) no judô. Enquanto os cidadãos queriam a destruição de Michi, uma transmissão do Dr. Bell informou todos sobre o colapso mental que Michi estava sofrendo por causa de Duke Red e que ele estava morrendo e seu corpo estava se desintegrando porque as manchas solares tinham ido embora e sua radiação única era o alimento das células sintéticas de Michi.
Como toda as pessoas, incluindo colegas de classe de Michi, testemunharam o fim da maior obra da ciência, Dr. Bell refletiu e se questionou, como tinha feito no início da história, sobre se o avanço da humanidade seria capaz de projetar a sua auto-destruição.

## Personagens
• Michi: O humanoide artificial criado pelo Dr. Lawton para ser usado como uma arma poderosa pelo Partido Vermelho. No entanto, não tem conhecimento de nada disso.
• Ken'ichi Shikishima ou "Ken'ichi": Um menino de bom coração, mas ingênuo,  que se torna um grande amigo Michi. No entanto, após Michi se voltar contra a humanidade, Ken'ichi tem que ver se ele tem a força para lutar contra seu companheiro.
• Shunsaku Ban ou "Detective Moustachio": Um detetive em busca de Dr. Charles Lawton. Como ele teria sorte, ele está presente quando as armas vermelhos do partido para baixo Dr. Lawton. Juntamente com Ken'ichi, ele usa suas habilidades de detetive para tentar encontrar os pais de Michi.
• Makeru Butamo ou "Dr. Charles Lawton": Um cientista contratado por Duke Red para criar o humanoide perfeito, um que poderia olhar e agir como um ser humano. No entanto, Dr. Lawton não quer que sua criação para ser usado como uma arma, nem quer qualquer outra pessoa colocar as mãos em sua maior criação. Para este fim, ele leva Michi e corre para tentar escapar do Partido Vermelho.
• Duke Red: Um político louco poder com aspirações para dominar o mundo.
• Doctor Hanamaru ou "Dr. Yorkshire Bell": Cientista sábio que estuda as manchas solares radioativos e acontecimentos estranhos em torno da cidade ao lado Notaarin.
• Notarlin: O superintendente geral da força policial Metrópolis, que caça para fora Duke Vermelha e do Partido Vermelho.

## Produção
Osamu Tezuka é considerado o “pai do mangá”. Antes dele houve outros autores reconhecidos na área, mas Tezuka foi o responsável por lançar as bases do que nortearam a estética dos quadrinhos japoneses.
A influência dele é visível até hoje. Tezuka transitou por vários gêneros e estilos, fazendo quadrinhos voltados tanto para os públicos jovem feminino (A Princesa e o Cavaleiro), jovem masculino (Astro Boy), adulto (Adolf) e até mesmo religioso (Buda).
Tezuka, inspirado no filme alemão de mesmo nome do cineasta Fritz Lang, traz, em 1949, para o mangá seus traços da história "Astro Boy", em que todos os personagens têm praticamente o mesmo rosto, mudando apenas alguns aspectos dos traços.
Fascinado pelos desenhos animados de Walt Disney, Tezuka fundou, em 1963, seu próprio estúdio, o Tezuka Productions. Nascia então a tradição japonesa de animações, tanto em longas-metragens quanto em séries televisivas.
Um dos assuntos que mais fascinavam Tezuka era a ficção científica, precisamente histórias de robôs com sentimentos. Tanto que Astro Boy é, até hoje, um dos seus trabalhos mais conhecidos.
Em 2001, Katsuhiro Otomo, autor de Akira, levou ao cinema uma adaptação do filme. Isso fez editoras e leitores procurarem novamente o mangá, redescobrindo-o no cenário nacional.
É interessante notar as influências ocidentais no trabalho de Tezuka. Além da influência de Fritz Lang, há referências claras a ícones como Sherlock Holmes, que aparece pessoalmente na história, e Mickey Mouse.
Osamu Tezuka observou que, depois de sua descoberta manga Shin Takarajima ( "New Treasure Island") foi lançado em 1947, Kansai foi inundado por Osaka-made Akahon manga ( "livro vermelho", devido à tinta vermelha usada nas capas). Várias editoras queriam romper com os livros lixo em quadrinhos e começar a lançar livros "reais", por isso Tezuka propôs a criação de um épico, de corpo inteiro de ficção científica romance gráfico.
Tendo apenas a metade de um ano para criar uma história de 160 páginas, Tezuka montou uma trama básica de elementos da obra inédita, a inspiração para o personagem central proveniente de uma publicidade ainda do robô do sexo feminino a partir de Metropolis (embora ele nunca tinha visto o filme ou mesmo conhecido sobre o que era). Quando a manga foi lançado, a resposta do público foi muito maior do que ele imaginava e que muitos estudantes foram inspirados a becomemanga artistas por causa disso.
A definição foi baseada em pré-guerra Manhattan e Chicago, Emmy e sua irmã, em parte, a partir de Les Misérables, os poderes de Michi de Superman (talvez, embora Tezuka nunca fez a ligação entre o título do seu trabalho e da cidade de Superman), queima de Michi de The Invisible Ray, e cena da morte de Michi de o monstruoso Fellows do País Underground (outra manga Tezuka de 1948).
Os personagens Duke Red e Notarlin fez sua estréia em Metropolis, e ambos destaque em obras posteriores. O caráter de Michi se tornou o protótipo para ambos os personagens principais de Astro Boy e Princesa Knight, nenhuma das quais pode ter vindo à existência sem ele / ela (Michi até fez um cameo como Hoshie Tenma, a mãe de Astro Boy).

Devido ao Sistema Estrela de Osamu Tezuka, alguns de seus personagens de outra manga apareceu em Metropolis, em papéis diferentes e com nomes diferentes. Outros apareceram aqui pela primeira vez, mas foram posteriormente utilizados por Tezuka na outra manga.